# Time Out Film Guide
Der Time Out Film Guide war ein jährlich im Taschenbuchformat herausgegebenes Filmkompendium des in London ansässigen Verlags Time Out.
Jeder Band bot einen Querschnitt aus klassischen und aktuellen Filmen, wobei alle Einträge aus älteren Ausgaben übernommen und durch seit der vorigen Ausgabe neu gestartete Filme ergänzt wurden. Die Einträge (zuletzt 19.000) führten das Herstellungsland, das Erscheinungsjahr, die Laufzeit, den Regisseur und die wichtigsten Darsteller auf, ergänzt durch eine kurze, ca. 300–1.200 Zeichen umfassende Rezension. Die Rezensionen entstammten der Londoner Ausgabe des weltweit erscheinenden Magazins Time Out. Zu den Autoren gehörten namhafte Kritiker und Filmemacher wie Raymond Durgnat, Phil Hardy, Tom Milne, Geoff Andrew und Chris Petit.
Der abschließende Teil des Buchs bot einen Überblick über die wichtigsten verliehenen Filmpreise, darunter den Oscars, den British Academy Film Awards sowie den in Cannes und Venedig vergebenen Festivalpreisen.
Der Time Out Film Guide erschien erstmals 1991 und zum letzten Mal (unter dem Titel Time Out Film Guide 2011) im September 2010. Alle Rezensionen sind auch online auf der Webseite von Time Out London abrufbar.